# アルマンスホーフェン
アルマンスホーフェン (ドイツ語: Allmannshofen) は、ドイツ連邦共和国バイエルン州シュヴァーベン行政管区のアウクスブルク郡に属す町村（以下本項では便宜上「町」と記述する）である。この町はノルデンドルフ行政共同体に加わっている。

## 地理

### 位置
アルマンスホーフェンは、アウクスブルク地域に位置している。

### 自治体の構成
この町は以下の5つのゲマインデタイル（地理上の地区）からなる。
- アルマンスホーフェン
- ハーネンヴァイラー
- ホルツェン
- クラウゼ
- シュヴァイクホーフ

この他にブルネンマートジートルングという集落があるがこれは、公的に名付けられたゲマインデタイルではない。
この町のゲマルクング（行政上の地区）はアルマンスホーフェンだけである。

## 歴史

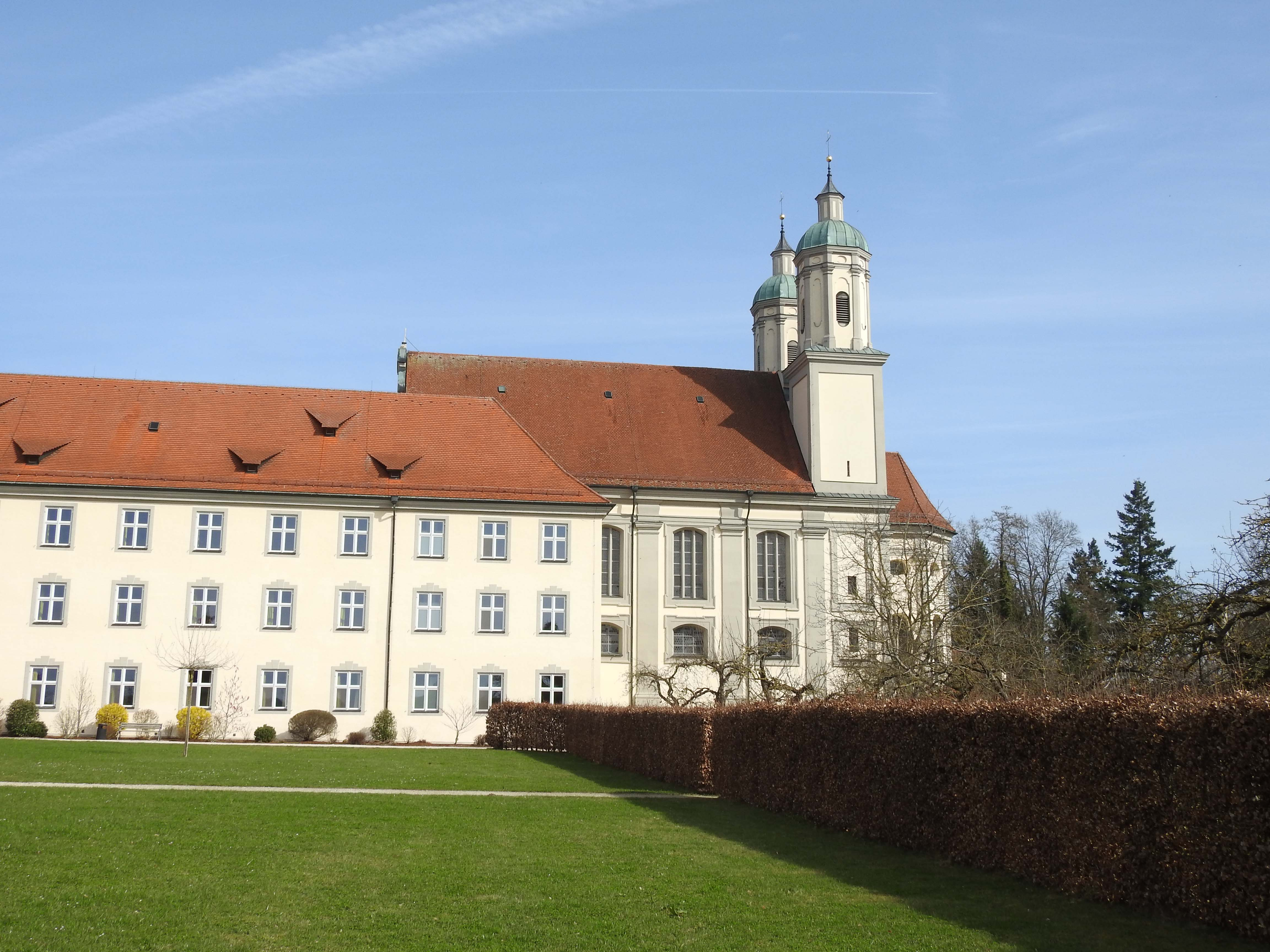
ホルツェン修道院

### 自治体の形成まで
アルマンスホーフェンは、パッペンハイム帝国元帥領に属していたが、1688年にホルツェン修道院に移譲され、アウクスブルク司教領の統治下にあった。1803年の帝国代表者会議主要決議の後、この集落はバイエルン領となった。バイエルン王国の行政改革に伴う1818年の自治体令に基づいて現在の自治体が形成された。

## 住民

### 人口推移
| 年         | 1910 | 1961 | 1970 | 1987 | 1991 | 1995 | 2000 | 2005 | 2010 | 2015 | 2020 |
| 人口（人） | 608  | 806  | 807  | 715  | 760  | 794  | 829  | 835  | 817  | 854  | 959  |

1988年から2018年までの間にこの町の人口は731人から902人に、171人、約 23.4 % 増加した。

## 行政

### 首長
2020年5月1日からマルクス・シュテットベルガー (Wählervereinigung Allmannshofen) が第1町長を務めている。彼は 92.5 % の支持票を獲得して町長に選出された。前任者は、マンフレート・ブルンマー (Wählervereinigung Allmannshofen) が2002年から2020年まで町長を務めた。

### 議会
この町の町議会は8議席からなる。議会ではこれに加えて、町長が参加する。

### 紋章
図柄: 左右二分割。向かって左は銀地に3列の青い鉄兜模様。向かって右は、鉄兜型に金地と赤地にさらに左右二分割。
この紋章は1964年から用いられている。

## 文化と見どころ

### ヨハニマルクト
毎年聖ヨハネの前夜祭にホルツェン修道院で伝統的な歳の市ヨハニマルクトが開催される。

## 経済と社会資本

### 農林業主体の経済
2021年現在、291人の社会保険支払い義務のある就労者がこの町で働いている。この町に住む社会保険支払い義務のある就労者は437人である。2020年現在10軒の農業経営者があり、農業用地は 557 ha である。このうち耕作地は 415 ha である。

### 交通
アルマンスホーフェンには以下の公共旅客交通がある。
| 運行会社                       | 路線番号 | 行程                                                                                             | 運行本数                           |
| ------------------------------ | -------- | ------------------------------------------------------------------------------------------------ | ---------------------------------- |
| シュタットブス・ドナウヴェルト | 3        | アルマンスホーフェン - メルティンゲン - アウフゼスハイム - ドナウヴェルト - ツィルゲスハイム     | 月曜から金曜 1日3本、土曜日 1日1本 |
| AVV                            | 404      | ノルデンドルフ - （アルマンスホーフェン） - エーインゲン - ブッテンヴィーゼン - ヴェルティンゲン | 月曜から金曜 1日3本                |
| AVV                            | 412      | ノルデンドルフ - ブランケンブルク - オルトルフィンゲン - エーインゲン - アルマンスホーフェン     | 月曜から金曜 1日3本                |

### 教育
この町には、定員45人の保育所がある。2022年3月1日現在、45人が在籍している。